# Amor sem Limite
Amor Sem Limite é um álbum de estúdio do cantor e compositor Roberto Carlos, de 2000. O disco marca a retomada da carreira do cantor depois de um período de luto em razão da morte de sua mulher Maria Rita, ocorrida em dezembro do ano anterior, tendo destaque a faixa-título, que é uma homenagem do cantor à sua falecida esposa.
O álbum trouxe sete canções inéditas em sua voz, entre as quais as quatro primeiras, que compôs sozinho. A sétima faixa, "Tu És A Verdade, Jesus", é a única inédita composta em parceria com Erasmo Carlos. As outras duas inéditas são as faixas 6, composta por Martinha, e 10, de Eduardo Lages e Paulo Sérgio Valle, enquanto as faixas 5, 8 e 9 são gravações de álbuns anteriores.

## Faixas
| N.º            | Título                        | Compositor(es)                    | Duração |  |
| 1.             | "O Grande Amor da Minha Vida" | Roberto Carlos                    | 05:08   |  |
| 2.             | "Amor Sem Limite"             | Roberto Carlos                    | 06:08   |  |
| 3.             | "O Grude (Um Do Outro)"       | Roberto Carlos                    | 04:21   |  |
| 4.             | "O Amor É Mais"               | Roberto Carlos                    | 05:31   |  |
| 5.             | "Eu Te Amo Tanto"             | Roberto Carlos                    | 05:49   |  |
| 6.             | "Tudo"                        | Martinha                          | 04:05   |  |
| 7.             | "Tu És A Verdade, Jesus"      | Roberto Carlos, Erasmo Carlos     | 04:54   |  |
| 8.             | "Mulher Pequena"              | Roberto Carlos, Erasmo Carlos     | 04:14   |  |
| 9.             | "Quando Digo Que Te Amo"      | Roberto Carlos, Erasmo Carlos     | 04:34   |  |
| 10.            | "Momentos Tão Bonitos"        | Eduardo Lages, Paulo Sérgio Valle | 04:55   |  |
| Duração total: | Duração total:                | Duração total:                    | 49:39   |  |